# Кива Василь Кузьмич
Василь Кузьмич Кива (нар. 30 грудня 1911, село Плешкані, тепер Золотоніського району Черкаської області — 2 вересня 1977, село Плешкані Золотоніського району Черкаської області) — український радянський діяч, бригадир тракторної бригади Безпальчівської МТС Гельмязівського району Полтавської (Черкаської) області, комбайнер колгоспу «Правда» Золотоніського району Черкаської області. Герой Соціалістичної Праці (23.06.1966). Депутат Верховної Ради УРСР 2-го скликання.

## Біографія
Народився в селянській родині. У 1930 році вступив до колгоспу, працював молотобійцем у колгоспній кузні.
У 1933 році закінчив курси трактористів при Гельмязівській машинно-тракторній станції (МТС) і був направлений помічником бригадира щойно створеної Безпальчівської МТС Гельмязівського району. У 1937 році очолив тракторну бригаду, яка обслуговувала колгосп у селі Плешкані. Його бригада у 1938 році виробила на кожен трактор ХТЗ 1900 гектарів, на трактор «У-2» 1010 гектарів і заощадила 7800 кг пального і 1046 кг мастил.
Член ВКП(б) з 1939 року.
У липні 1941—1945 роках — у Червоній армії, учасник німецько-радянської війни. Служив кулеметником 12-ї мотострілецької окремої дивізії, після поранень — трактористом транспортного взводу 28-го окремого навчального танкового полку 2-го Українського фронту.
У 1945—1958 роках — бригадир тракторної бригади, комбайнер Безпальчівської МТС Гельмязівського району Полтавської (з 1954 року — Черкаської) області.
У 1958—1970 роках — комбайнер колгоспу «Правда» села Плешканів Золотоніського району Черкаської області.
З 1971 року — на пенсії.

## Звання
- сержант

## Нагороди
- Герой Соціалістичної Праці (23.06.1966)
- два ордени Леніна (7.02.1939, 23.06.1966)
- ордени
- медаль «За бойові заслуги» (5.06.1945)
- медаль «За оборону Кавказу»
- медаль «За взяття Будапешта»
- медаль «За перемогу над Німеччиною у Великій Вітчизняній війні 1941—1945 рр.»
- медалі